# Écoles de samba de Porto Alegre
Les écoles de samba de Porto Alegre sont l'élément moteur de la réalisation du carnaval de Porto Alegre, autour desquelles il s'organise. Leurs origines sont issues des quartiers pauvres où vivaient les esclaves d'origine africaine, tels que les anciens Areal da Baronesa et Colônia Africana (aujourd'hui, respectivement rives du rio Guaíba et quartiers de Rio Branco et Mont´Serrat).

## Liste des écoles de samba de Porto Alegre
- Acadêmicos da Orgia
- Bambas da Orgia
- Copacabana
- Embaixadores do Ritmo
- Fidalgos e Aristocratas
- Filhos da Candinha
- Imperadores do Samba
- Imperatriz Dona Leopoldina
- Império da Zona Norte
- Praiana
- Real Academia
- Realeza
- Restinga
- Samba Puro
- União da Tinga
- União da Vila do IAPI
- Unidos da Vila Mapa
- Mocidade da Lomba do Pinheiro